# 扎堅
51°43′0″N 26°49′5″E / 51.71667°N 26.81806°E

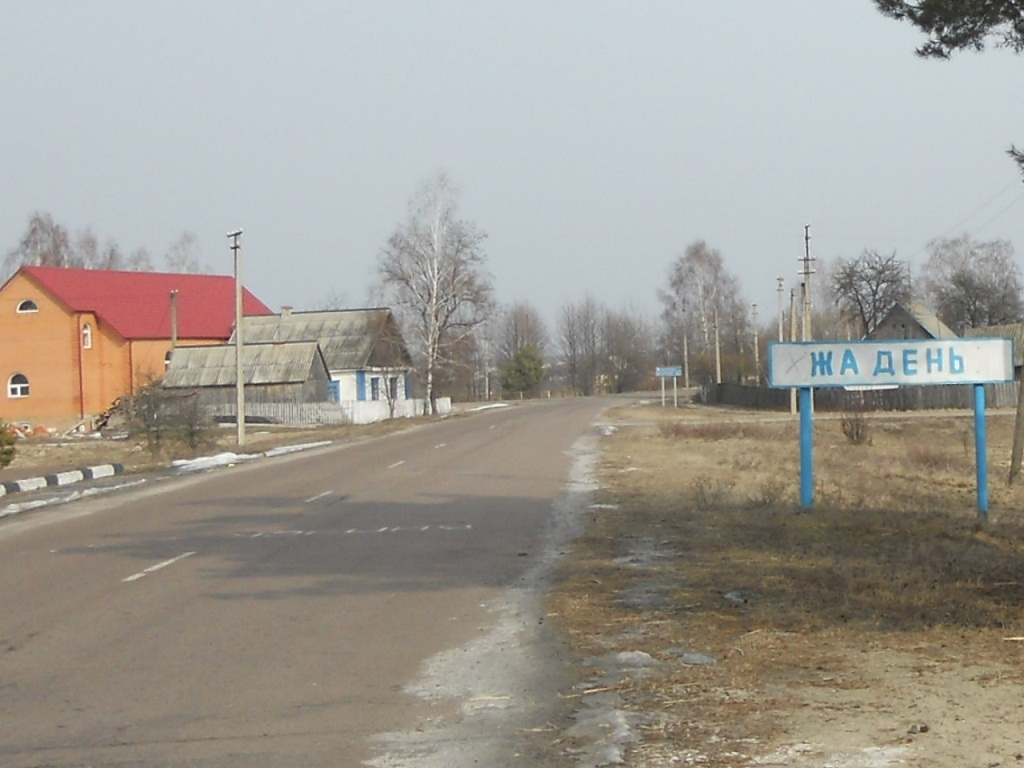

扎堅（烏克蘭語：Жадень）是位於烏克蘭西北部里夫內州裏薩爾內區的村莊，始建於1888年，面積1.34平方公里，海拔高度136米，2001年人口980，人口密度每平方公里731.3人。